# Aleksandr Nikołajew (hokeista)
Aleksandr Lwowicz Nikołajew, ros. Александр Львович Николаев (ur. 7 lipca 1966 w Ufie) – rosyjski hokeista, działacz hokejowy.

## Kariera
- Saławat Jułajew Ufa (1983)
- Awangard Ufa (1982-1984, 1988/1989)
- SKA Nowosybirsk (1984/1985, 1985/1986)
- Saławat Jułajew Ufa (1986-1991)
- Mietałłurg Magnitogorsk (1991/1992)
- Rubin Tiumeń (1991/1992)
- Nieftianik Almietjewsk (1994/1995)
- Nieftiechimik Niżniekamsk (1994/1995)
- STS Sanok (1995-1996)
- Tiwali Mińsk (1996-1997)
- SKA-Amur Chabarowsk / Amur Chabarowsk (1997/1998)
- Kiedr Nowouralsk (1998)
- Stal Asza (1999/2003)

Wychowanek i wieloletni zawodnik Saławatu Jułajew Ufa. Od 1995 zawodnik STS Sanok (wraz z nim rodacy Siergiej Szywrin, Wiktor Bielakow). W klubie grał w sezonie 1995/1996. W obu klubach występował z nim jego rodak, Wiktor Bielakow.
W czerwcu 2019 został generalnym dyrektorem klubu Toros Nieftiekamsk.

## Sukcesy
Reprezentacyjne
- Złoty medal zimowej uniwersjady: 1989 z ZSRR

Klubowe
- Srebrny medal mistrzostw Białorusi: 1997 z Tiwali Mińsk